# Arcos (radziecka spółka handlowa)

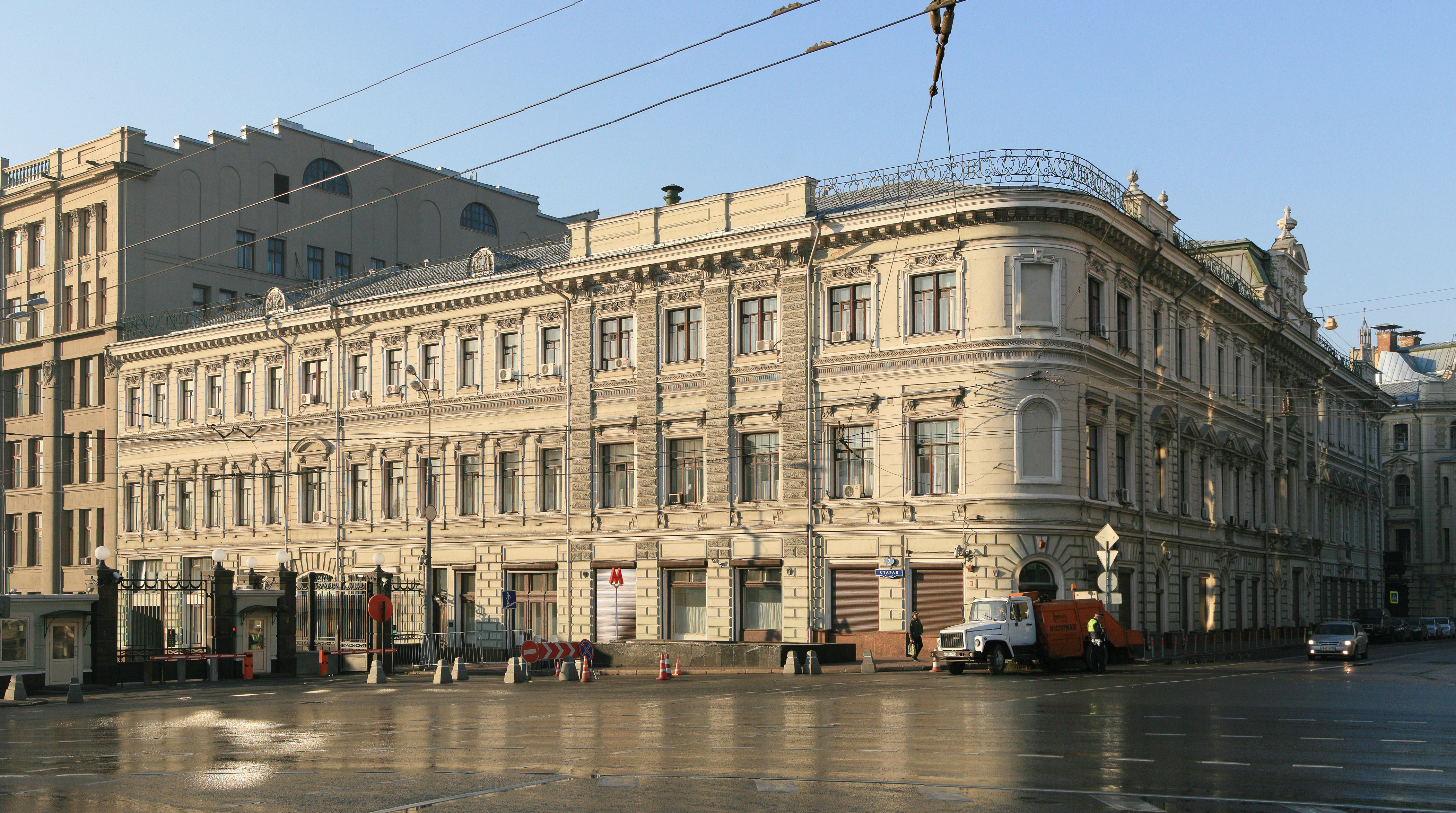
I siedziba Arcosu w Moskwie na Starym Placu 2 (1923), wcześniej siedzibie domu handlowego, Moskiewskiego Banku Kupieckiego, Ludowego Komisariatu Handlu Zagranicznego ZSRR, Wydziału Ogólnego KC KPZR, obecnie wchodzi w skład kompleksu obiektów Administracji Prezydenta Rosji

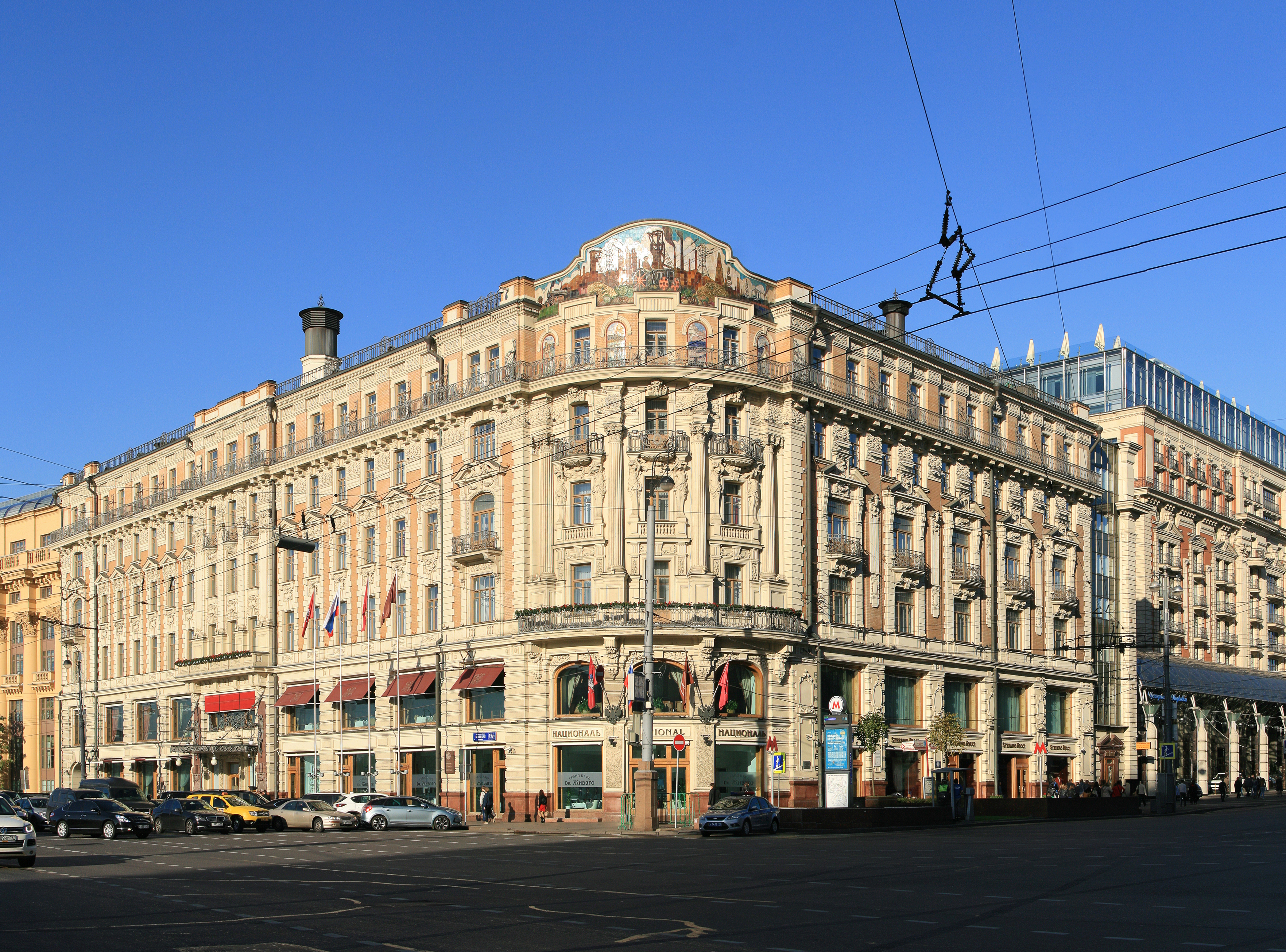
II siedziba Arcosu w Moskwie w Hotelu National przy ul. Twerskiej 1 (1924)

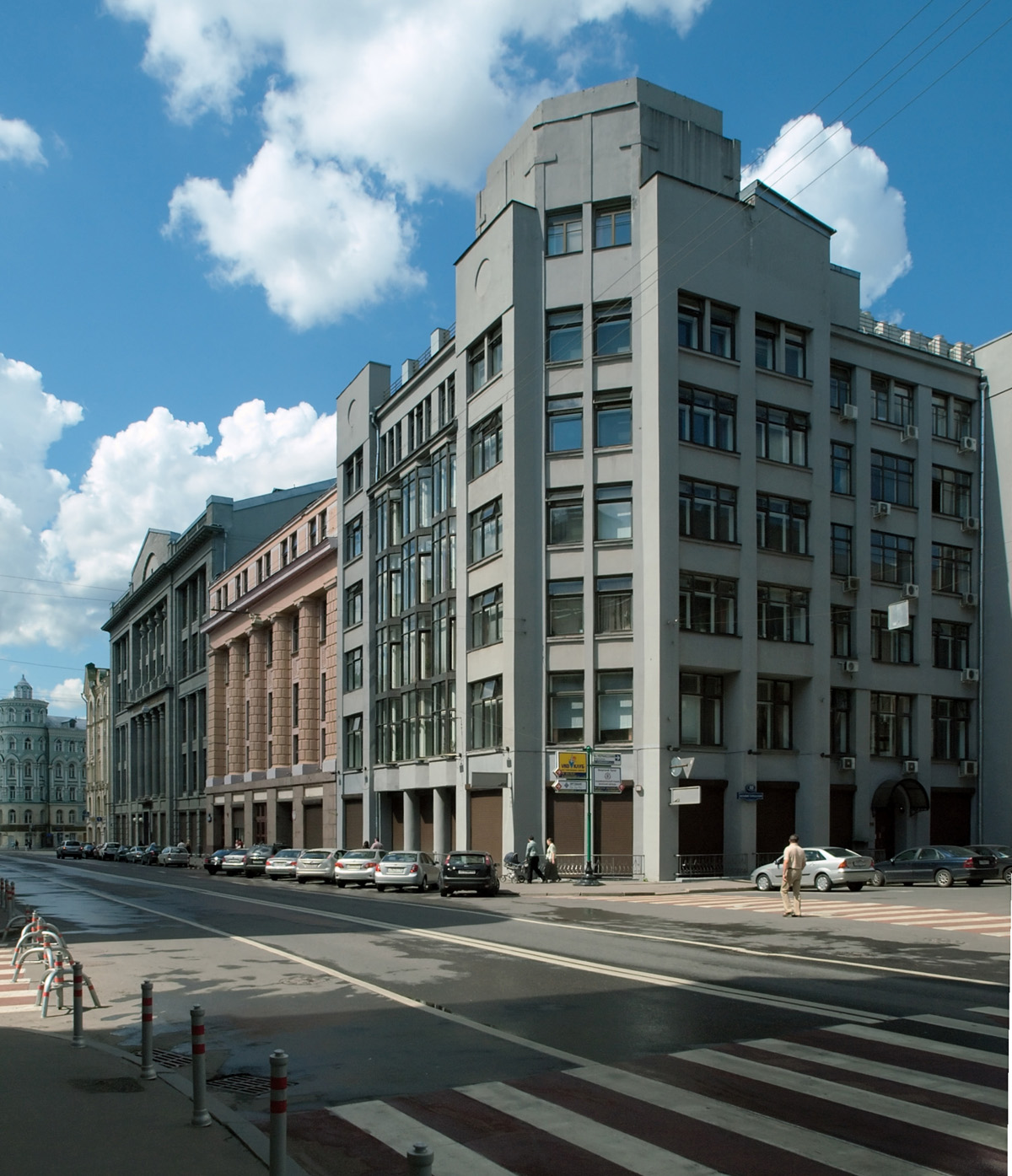
budynek Arcosu w Moskwie przy Ilyinka 9-10 (1928-)

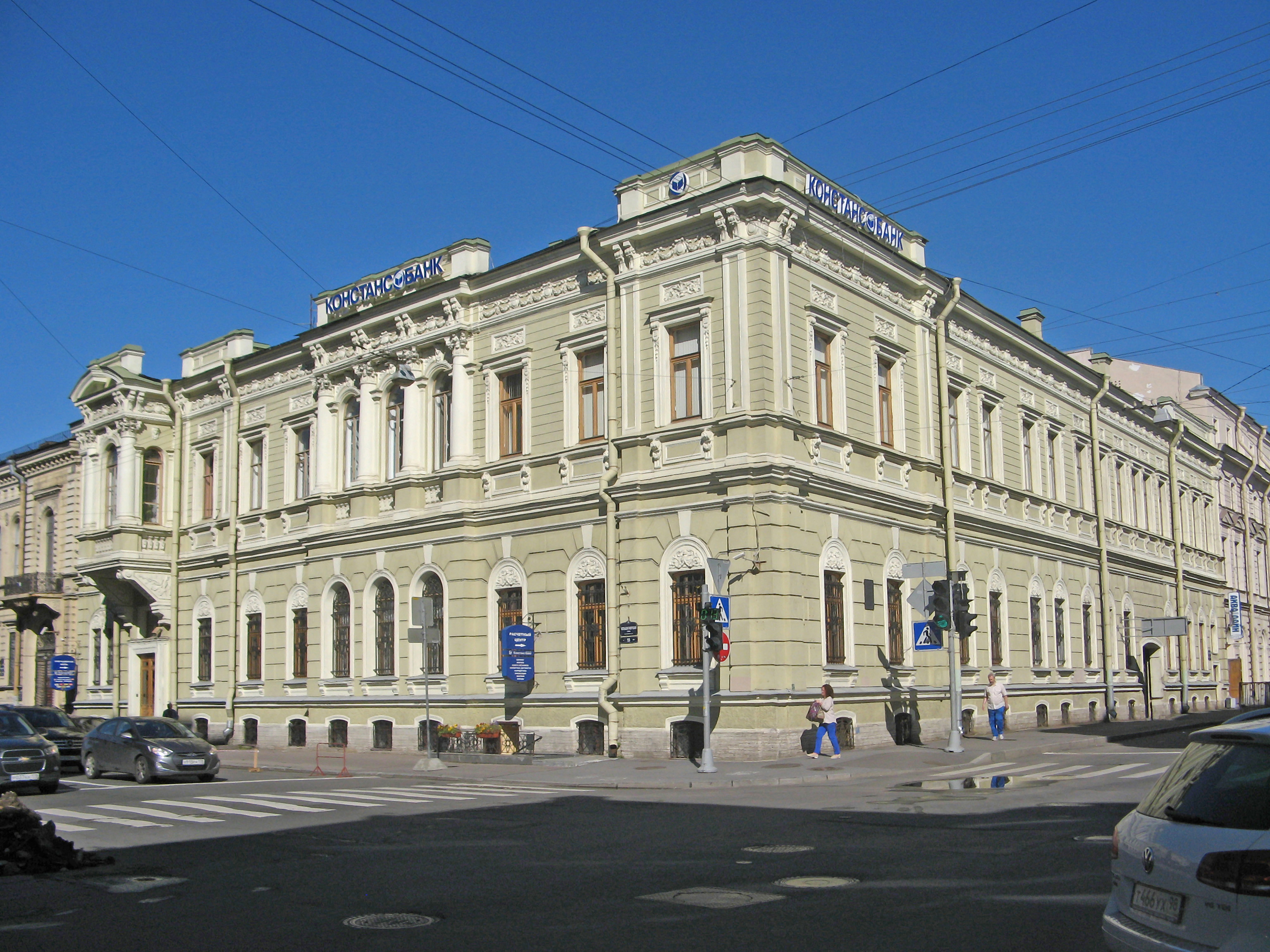
I siedziba Arcosu w Petersburgu przy ul. B. Morskaja 55 (1923)

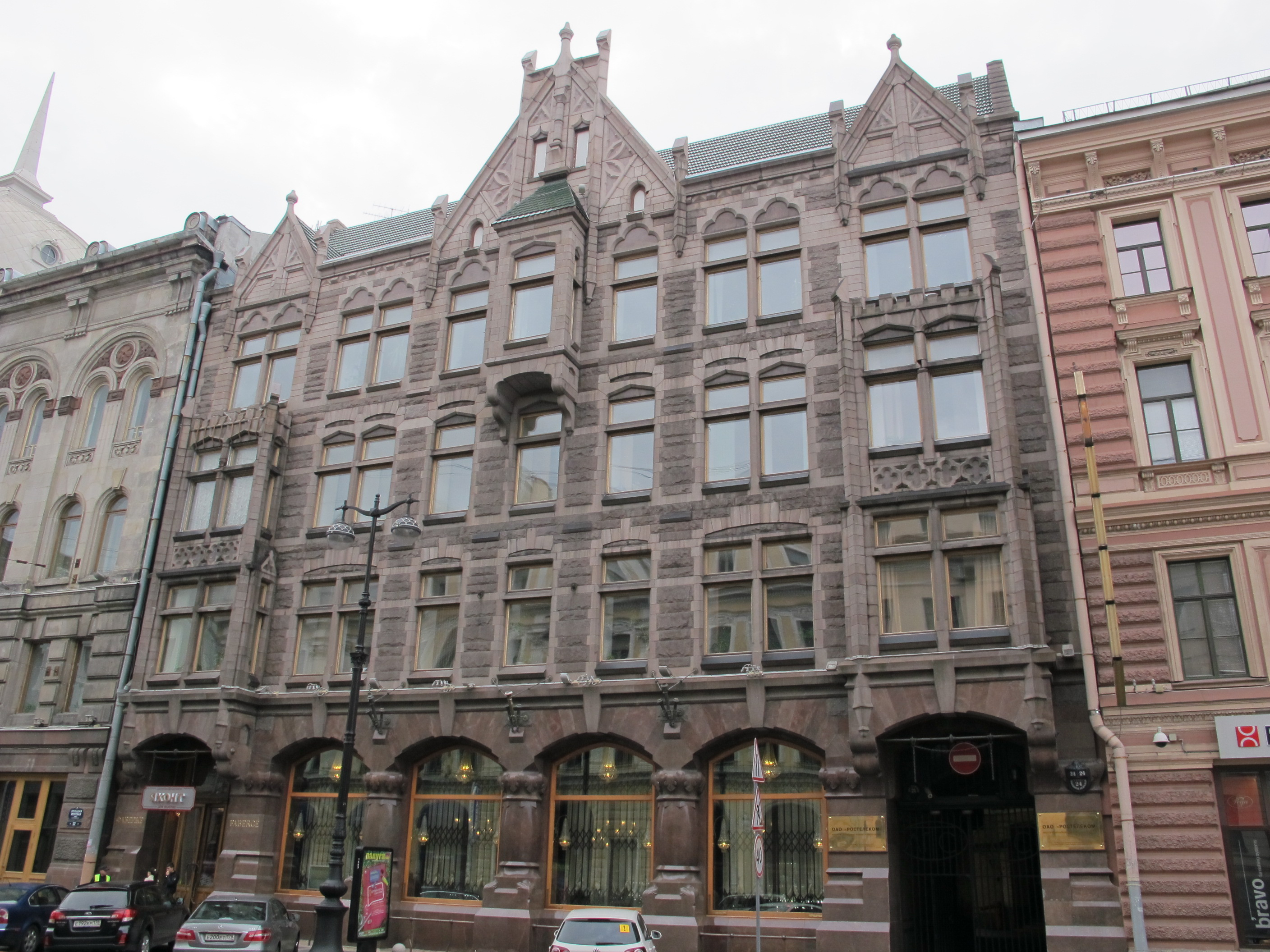
Siedziba Arcosu w Petersburgu w Domu Fabergé (1924–1925)

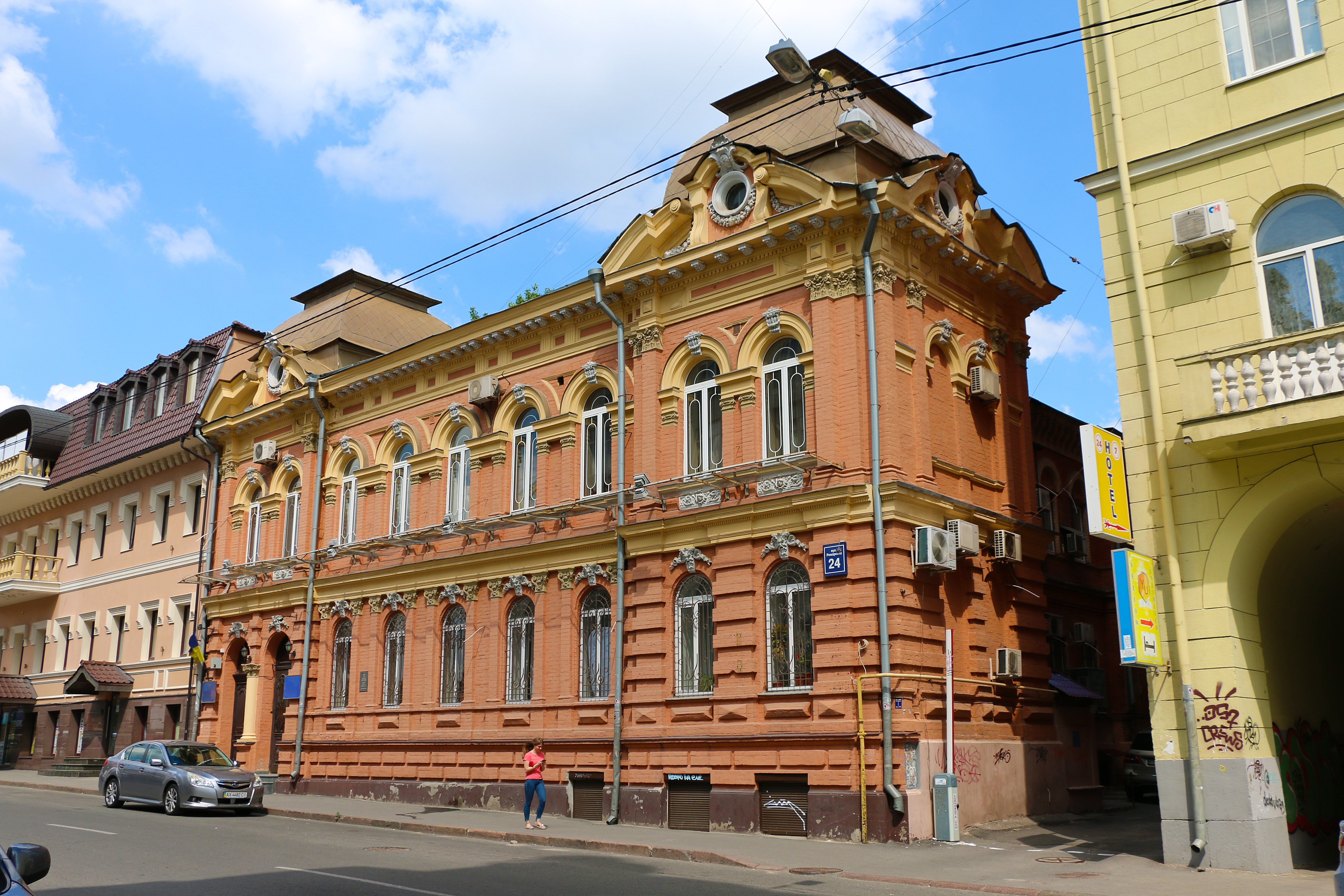
Siedziba Arcosu w Charkowie przy ul. Rymarskiej 24 (1923)

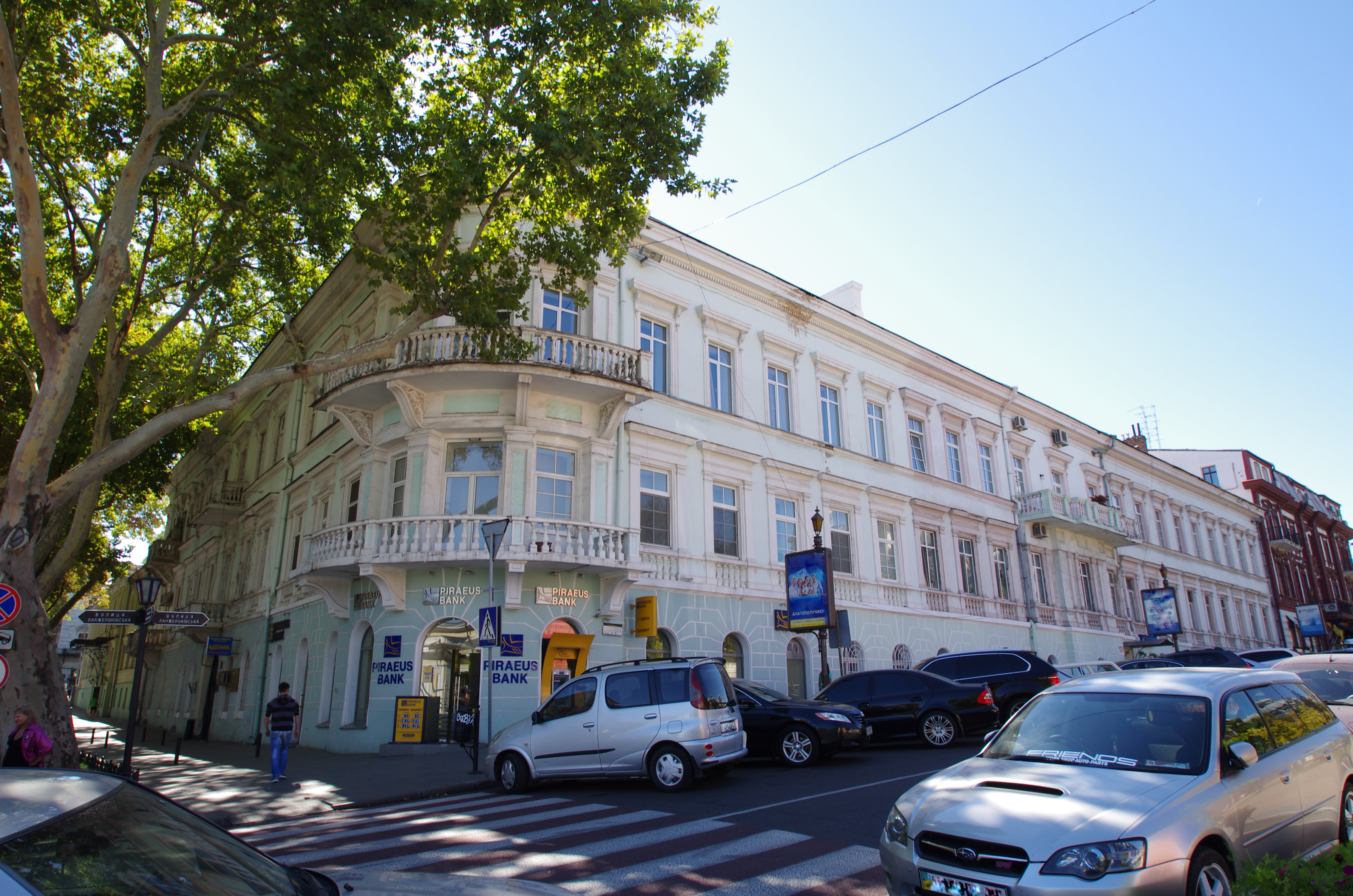
Siedziba Arcosu w Odessie przy ul. Puszkina 2 (1925)

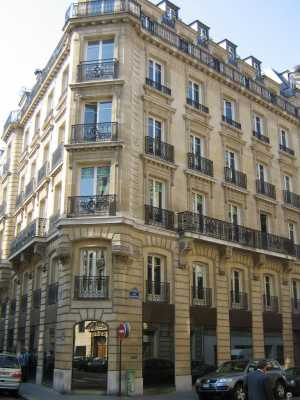
Siedziba Arcosu w Paryżu przy rue d’Astorg (1922-1924)

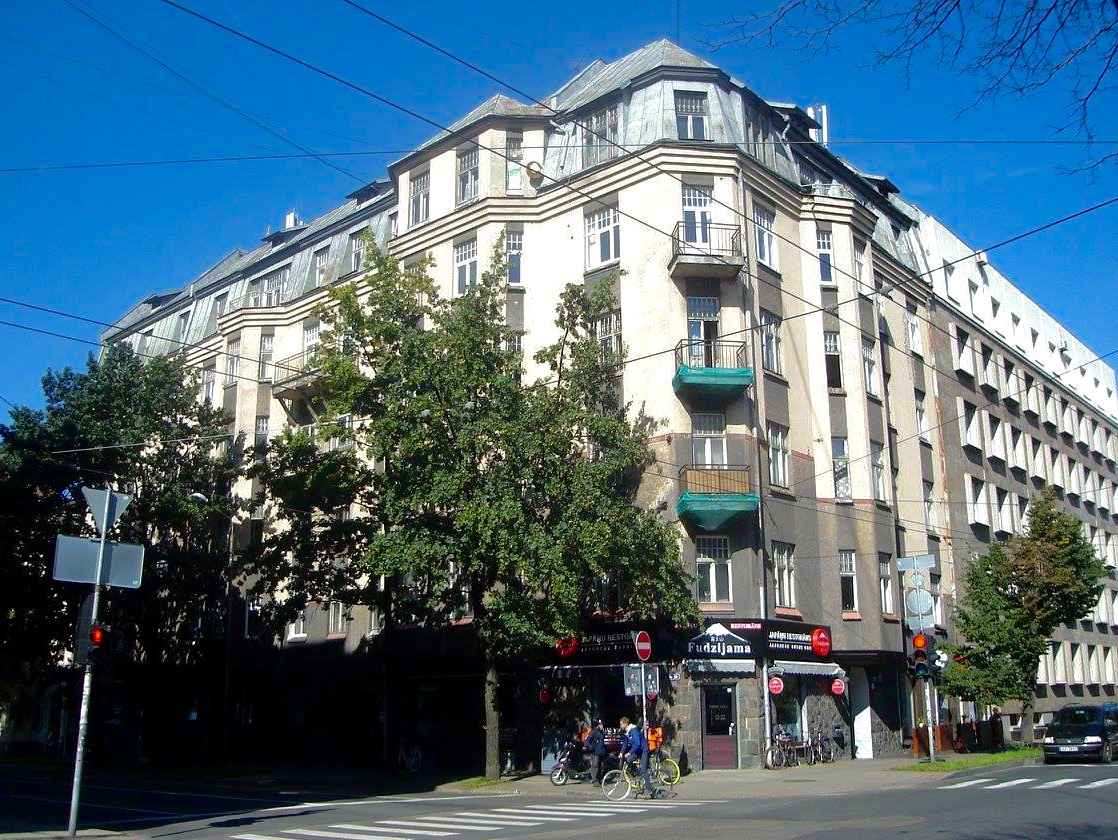
Siedziba Arcosu w Rydze przy Valdemara 61 (1923)

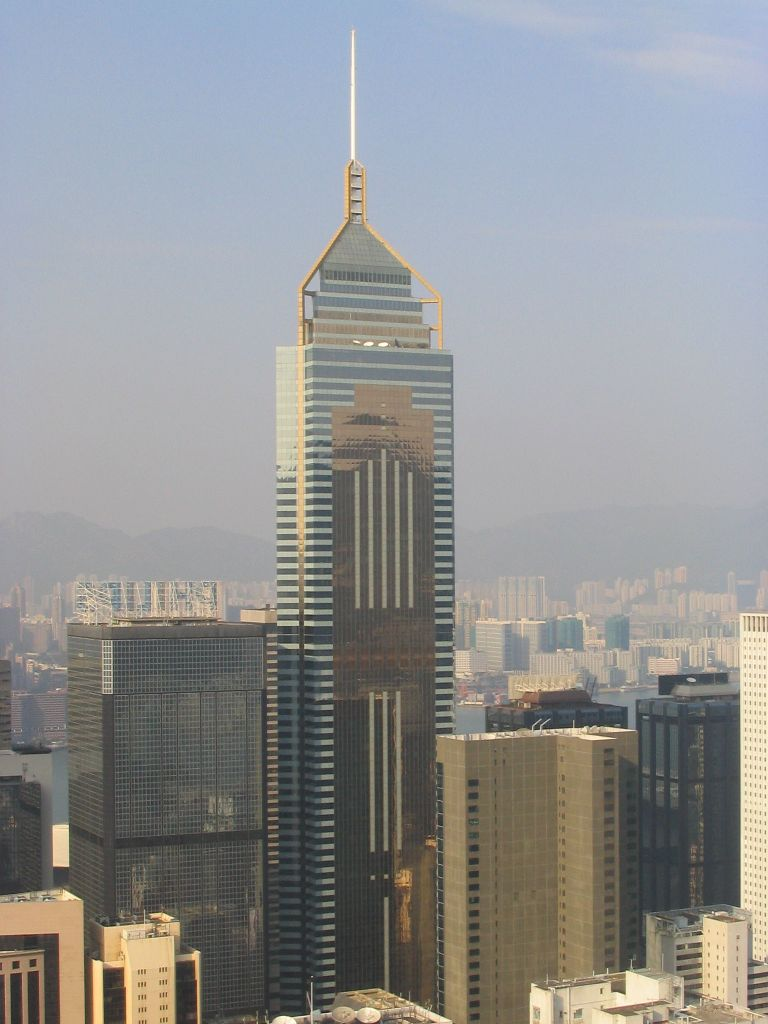
Central Plaza – siedziba spółki Arcos w Hongkongu

Almas Tower – siedziba spółki Arcos w Dubaju

Arcos, Wszechzwiązkowe Spółdzielcze Towarzystwo Akcyjne (ang. All-Russian Co-operative Society Ltd, ros. Всероссийское кооперативное акционерное общество – Аркос) – spółka radziecka, która powstała w wyniku przyjęcia przez władze radzieckie nowej doktryny ekonomicznej tzw. NEP-u i formalnego przekształcenia funkcjonującego od 1917 londyńskiego przedstawicielstwa radzieckiej organizacji spółdzielni konsumenckich Centrosoyuz (Центросоюз) pod nazwą Centrosojus (England) Ltd. Została zarejestrowana w brytyjskim Ministerstwie Handlu 11 czerwca 1920 z kapitałem początkowym 15.000 funtów. 65% udziałów należało do Leonida Krasina, ówczesnego radzieckiego przedstawiciela (posła i przedstawiciela handlowego) w Wielkiej Brytanii. Rzeczywisty właściciel spółki – Ludowy Komisariat Handlu Zagranicznego (Народный комиссариат внешней торговли СССР) w 1921 podniósł jej kapitał do wysokości 100.000 funtów, w 1922 do 500.000 funtów, zaś w 1923 do 10 mln złotych rubli. Od 1922 spółka nosiła skróconą nazwę Arcos. W 1923 Rada Komisarzy Ludowych upoważniła spółkę do działalności na terenie ZSRR.
Arcos pełnił funkcję pośrednika w operacjach eksportowo-importowych radzieckich central handlu zagranicznego i bezpośrednio wielu innych podmiotów gospodarczych z partnerami brytyjskimi. Spółka zatrudniała około 500 osób, z tego 1/3 obywateli radzieckich. Spółka wielokrotnie stanowiła też parawan dla działań organizacji wywiadowczych, co było też m.in. powodem zerwania w 1927 przez Wielką Brytanię stosunków dyplomatycznych z ZSRR, jak też zawieszenia działalności spółki. W 1929 stosunki wznowiono, również pracę spółki, lecz coraz więcej transakcji powierzano nie jej a Przedstawicielstwu Handlowemu ZSRR w Wielkiej Brytanii. Sama spółka ponownie zaprzestała działalności w 1937 a dalszą wymianę towarową prowadzono za pośrednictwem tegoż Przedstawicielstwa.

## Prezesi
- 1930–1931 – Saul Bron

## Arcos Bank
29 maja 1923 Zarząd Arcos postanowił założyć własny bank do obsługi transakcji finansowych organizacji pod nazwą Arcos Banking Corporation, Ltd.; w skrócie Arcos Bank. Działalność rozpoczął 5 lipca 1923 z 250.000 funtów kapitału obrotowego. Arcos Bank był odrębnym podmiotem prawnym i pozornie działał niezależnie od przedsiębiorstwa handlowego Arcos. Wszystkie płatności wynikające z importu i eksportu ZSRR miano kontrolować przez tę nową instytucję. W 1924 bank mieścił się w Londynie przy 49 Moorgate.
Arcos Bank wydawał czeki podróżne dla osób odwiedzających ZSRR. M.in. były płatne w czerwońcach, w dowolnej placówce bankowej państwa radzieckiego.
Według sprawozdania finansowego, w ciągu pierwszych 6 miesięcy działalności wysokość obrotów Arcos Bank wyniosła ok. 100.000.000 funtów.
W 1925 bank zmienił nazwę na Bank for Russian Trade, w 1932 został przejęty przez Moscow Narodny Bank.

## Arcos Steamship Company
16 marca 1921 podpisano umowę o utworzeniu brytyjsko-sowieckiego towarzystwa żeglugowego „Arcos” (Arcos Steamship Company), którego statki pływały pod banderami obu krajów. Firma której następnie zmieniono nazwę na Anglo-Soviet Shipping Co. Ltd., funkcjonowała do 2000. Mieściła się w Londynie, w Beatley House przy Mason’s Ave, Coleman St.

## Siedziba
Centrosojus (England) Ltd. miał siedzibę w Londynie na Holborn w Southampton Buildings, zaś Arcos w budynku przy Moorgate 49, znanym jako Russian House lub Soviet House, w którym mieściło się też Przedstawicielstwo Handlowe ZSRR (Торгпредство СССР), następnie w Bush House, Aldwych (1935), jak i placówki w wielu miastach Wielkiej Brytanii. Powołano też filie –
- w Paryżu > przedstawicielstwo/oddział w budynku (proj. Georges Rousseau) z 1909 przy rue d’Astorg 17 (1922-1925)[8][9][10]
- w Nowym Jorku > Arcos-America Inc. przy 136 Liberty St.[9] (1923–1924), następnie przekształcone w firmę Amtorg (1924–)
- w Rydze > Przedstawicielstwo Towarzystwa Akcyjnego „Arkos” w Rydze (Представительство акционерного общества „Аркос” в г. Риге) w domu z 1909 (arch. H. Timers) przy ul. Nikołajewskiej (Николаевская), obecnie K. Valdemāra iela 61 (1923–1927)[11]
- w Konstantynopolu > Biuro Arkos w Konstantynopolu (Константинопольская конторa АРКОСа) przy Voyvoda Caddesi, obecnie Bankalar Caddesi (1923)[11]
  - w Palestynie > Agencja Palestyńska Towarzystwa Akcyjnego „Arkos” – PAA (Палестинское агенство акционерного общества „Аркос” – ПАА) w Jafie (1923–1926)
    - w Aleksandrii > przedstawicielstwo (1924–1926)
    - w Bejrucie > przedstawicielstwo (1925–1926)

W Moskwie spółka – Agencja Generalna Towarzystwa Akcyjnego „Arkos” w ZSRR Genarkos (Генеральное агентство акционерного общества „Аркос” для СССР в г. Москве – Генаркос) funkcjonowała w dotychczasowej siedzibie z 1894 (arch. Borys Freidenberg) domu handlowego, Moskiewskiego Banku Kupieckiego (Московский купеческий банк), Ludowego Komisariatu Handlu Zagranicznego ZSRR (Народный комиссариат внешней торговли CCCP), Wydziału Ogólnego KC KPZR, obecnie wchodzącego w skład kompleksu obiektów Administracji Prezydenta Rosji przy Starym Placu (Старая пл.) 2 (1923), w hotelu „National” z 1903 przy ul. Twerskiej (Тверская ул.) 1 (1924), ul. Maneżnaja (ул. Мане́жная) 21, następnie w specjalnie wybudowanym w latach 1927–1928 biurowcu przy ul. Ilinka (ул. Ильинка) 11/10 (arch. W.M. Majat); również sieć przedstawicielstw w ZSRR, np.
- w Moskwie > Moskiewskie Biuro Towarzystwa Akcyjnego „Arkos” – Mosarkos (Московская контора акционерного общества „Аркос” – Мосаркос) (1922–1927),
- w Petersburgu > Towarzystwo Akcyjne „Arkos” w Londynie, Biuro w Piotrogradzie/Leningradzie (Акционерное Общество „Аркос” в Лондоне, Петроградская/Ленинградская контора), w pałacu W.Karamzina/L.Korowiny z 1848 (arch. G. Bosse) przy ul. Bolszaja Morskaja (ул. Большая Морская) 55 (1923)[11], w Domu Fabergé z 1900 (arch. K. Szmidt) przy ul. B. Morskaja (ул. Б. Морская) 24 (1924–1925),
- w Charkowie w pałacyku A. Smoleńskiej z 1903 (arch. F. Kondratiew) przy ul. Rymarskiej (Рымарская ул.) 24 (1923)[11]
- w Odessie > Wszechzwiązkowe Spółdzielcze Towarzystwo Handlowe „Arkos”, Biuro w Odessie (Всероссийское кооперативное акционерное общество – АРКОС, конторa в Одессе) w budynku Marazli/hotelu Europejskim z 1835 (arch. F.Boffo) przy ul. Puszkina (ул. Пушкинская) 2[14] (1924–),
- w Omsku > Rejonowe Biuro Wszechrosyjskiego Spółdzielczego Towarzystwa Akcyjnego „Arkos” w Omsku (Омская Районная Контора „Аркос” Всероссийского Кооперативного Акционерного Общества, г. Омск) (1936),
- w Sewastopolu > Krymskie Przedstawicielstwo Towarzystwa Akcyjnego „Arkos” w Sewastopolu (Крымское представительство акционерного общества „Аркос”, г. Севастополь).
- w Tbilisi przy Pr. Rustaveli (Проспект Руставели) 38 (1923)[11]

## Pozostałe spółki radzieckie w Wlk. Brytanii
W okresie międzywojennym funkcjonowało w Wielkiej Brytanii jeszcze szereg innych radzieckich spółek handlowych, m.in.:
- Russo-British Grain Exporting Co. (1923–), rosyjsko-angielska spółka handlu zbożem
- Russian Wood Agency Ltd., Londyn, Moorgate House, 153 Moorgate (1923-2020), rosyjska spółka handlu drzewem
  - Russangloles Ltd. (Руссаыглолес Лимитед) (1922–), rosyjsko-angielska spółka handlu drzewem
  - Russhollangloles (Руссголландолес) (1922–), angielsko-holenderska spółka handlu drzewem
  - Russnorvegloles (Русснорвеголес) (1923–), angielsko-norweska spółka handlu drzewem
- Dvinoles Export Ltd. (Двинолес Экспорт Лимитед) (1922–), rosyjsko-łotewska spółka handlu drzewem
- The Russian Bristle Export Co. Ltd. (1923-), rosyjska firma eksportu szczeciny
- The Central Flax Growers’ Association, Londyn, 40 Finsbury Pavement, rosyjski centralny związek hodowców lnu
- The Selosoyus Ltd., Londyn, 300 High Holborn (1921-), przedstawicielstwo rosyjskich związków – spółdzielczości rolniczej „Selsksojuz”, i spółdzielczości mleczarskiej „Maslocentre”
- Russian Oil Products Ltd., Londyn, Moorgate (1924-2018), rosyjskie towarzystwo produktów naftowych[15]
- Textile Syndicate (1924-)
- Ukraine Co-operative Ltd., Londyn, Hazlitt House, Southampton Buildings
- Kniga (England) Ltd., Londyn, St. Brides House, Salisbury Sq., Fleet St. (1924-), handel książkami
- Masloexport Agency (1924-), agencja eksportu masła z Syberii
- The London Agency of the State Trust „Russian Samotsvety”, Londyn (1923-), agencja eksportu kamieni szlachetnych
- The Union of the Siberian Creamery Associations, Londyn, 59 Eastcheap
- The Union of the Siberian Co-operative Unions „Zakupsbyt”, Londyn, Moorgate Hall, 83 Finsbury Pavement
- Moscow Narodny Bank Limited (Московский народный банк Лимитед), Londyn, Finsbury Pavement (1915–)[16][17]

## Arcos współcześnie
W 1994 spółkę reaktywowano, jednakże jej działalność ograniczając jedynie do sprzedaży hurtowej metali i rud metali. Jej właścicielem jest spółka Alrosa Co Ltd z siedzibą w Moskwie i w Mirnyj, największy w tym kraju wydobywca diamentów. Należą też do niej spółki Arcos – w Antwerpii, Dubaju, Hongkongu, Nowym Jorku i Ramat Gan w Izraelu.
Obecnie spółka Arcos Ltd. dalej mieści się w Londynie – w Westfield przy 32 Westhill Highgate (–1993), 18-20 Grafton St. (1993–1997), w Lincoln House przy 300 High Holborn (1997–1999), w Kingsway House przy 103 Kingsway (1999–2006), przy Hatton Garden 86 (2006–2016), w Tallis House przy 2 Tallis St. (2016-2019) i przy 25 Farringdon St. (2019-).